# Olaf Bull

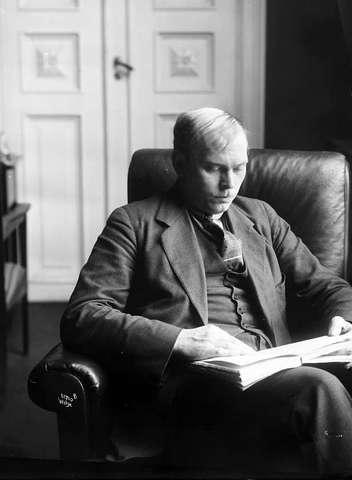
Bull en 1919.

Olaf Jacob Martin Luther Breda Bull, más conocido como Olaf Bull, (Oslo, 10 de noviembre de 1883-Oslo, 29 de junio de 1933) fue un poeta noruego. Se le considera uno de los pioneros de la poesía modernista escandinava. Vivió en su país, en Dinamarca, Francia e Italia. Fue uno de los colaboradores de James Joyce en la escritura de la novela Finnegans Wake.

## Vida
Los padres de Olaf Bull fueron el autor Jacob Breda Bull y su segunda esposa, Maria Augusta Berglöf. Bull nació y vivió la mayor parte de sus años en Kristiania, actualmente Oslo. A los 13 años pasó un periodo en Hurum en Buskerud, donde su padre trabajó como escritor. 
Comenzó su educación secundaria en 1899 y publicó bajo seudónimo Hævnen, su primer poema, en el periódico de su escuela. Tras terminar el bachillerato, vivió con su familia en Roma antes de regresar a Kristiania en 1903 para comenzar sus estudios universitarios. 
Bull fue un polímata especialista en literatura clásica y contemporánea, lo mismo que en filosofía, historia, política, arte y ciencia. Se le conoció como el "poeta de Oslo" pero vivió durante largos periodos en Italia y Francia donde nació su hijo, el también poeta Jan Bull. Trabajó durante varios años como periodista para los diarios noruegos Posten y Dagbladet.
Está enterrado en el cementerio de Nuestro Salvador en Oslo.

## Obra
La colección de poemas Digte (Poemas) de 1909 constituye la base a partir de la cual se le conoce como un importante poeta de su país. Bull los compuso usando lo que se llama en noruego sentrallyrikk, es decir poemas sobre temas centrales como el amor, la tristeza y la muerte. Usa patrones fijos para sus estrofas y es conocido por sus representaciones fuertes y conmovedoras. 
Su poesía y su trabajo expresan un sentimiento melancólico según el cual todo es transitorio. A pesar de su tono desconsolado, su recurrente y potente uso de los estados de ánimo, de una forma impecable y de una voz expresiva comunican su creencia de que, a pesar de su carácter efímero, el arte y la belleza son importantes.
Bull utilizó sus amplios conocimientos y su fortaleza artística, lo que no impidió que su obra esté atravesada por el miedo y la depresión. Heredó un temperamento nervioso de su padre y tuvo problemas con el alcohol. Bull era conocido como un antiautoritario y fue visto como un fuereño en la sociedad, pero su poesía demostró que nunca rompió por completo con la forma y la estructura tradicionales. Gran parte su poesía mostró un fuerte anhelo por lo eterno y lo persistente. Desde sus primeras publicaciones, en 1909, su trabajo fue apreciado por la crítica, que lo ha comparado con Henrik Wergeland y Charles Baudelaire. En 1914 publicó Mi nombre es Knoph, su primera y única novela.

## Trabajo con Joyce

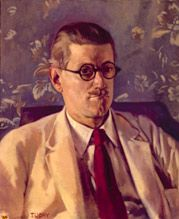
James Joyce en París en 1924.

Mientras James Joyce trabajaba en Finnegans Wake, buscó incluir referencias sobre las lenguas y la literatura escandinavas, para lo cual contrató a cinco profesores de noruego. Bull fue el primero de ellos. Joyce quería leer las obras noruegas en su idioma original, incluyendo los cuentos mitológicos sobre dioses y héroes de Peter Andreas Munch. Estaba buscando calambures y extrañas asociaciones a través de las barreras lingüísticas, algo que Bull conocía bien. Versos de los poemas de Bull reflejan "esta telaraña de palabras", como el mismo Joyce llamó a Finnegans Wake, y el mismo Bull se materializa como el personaje "Olaph the Oxman". ["Olaf el Boyero"; 'ox': buey; 'bull': toro].
En las cartas que escribió a su casa, Bull no menciona en absoluto a Joyce, principalmente porque solía pedir dinero a sus familiares, pues las dificultades financieras fueron una constante en su vida. No se sabe cómo Joyce contactó a Bull, pero ambos frecuentaban la librería Shakespeare and Company en París, dirigida por Sylvia Beach. En 1926 Ulysses fue publicada en una copia pirata en Estados Unidos, por lo que Joyce no percibió por ella ningún tipo de regalías. Junto con Beach, escribió una carta de protesta, para que la firmaran escritores consagrados de toda Europe. Beach dice en sus memorias que Joyce le daba una gran importancia a que Bull la firmara. Beach rastreó a Bull, que se había ido a vivir al campo. A nombre de Joyce ella envió a un emisario para que la carta fuera firmada y Suzanne, la esposa de Bull, le dio una copia de la firma.